# 水菜花
水菜花（学名：Ottelia cordata）为水鳖科水车前属下的一个种。种名cordata意为心形的。